# Christian Thomasius
Christian Thomasius o Christian Thomas (Lipsia, 1º gennaio 1655 – Halle, 23 settembre 1728) è stato un giurista e filosofo tedesco.

## Vita
Educato dal padre, il filosofo Jakob Thomasius, iniziò molto presto studi di fisica, matematica, storia e filosofia. Crebbe sotto l'influenza filosofica di Hugo Grotius e Samuel von Pufendorf; nel 1672 ottenne la laurea in filosofia. Nel 1675 si iscrisse alla facoltà di giurisprudenza di Francoforte, concluse gli studi nel 1679 con una dissertazione intitolata Tortura ex foris christianorum proscribenda. Nel febbraio del 1680 sposò Auguste Christine dalla quale ebbe sei figli.
Dopo un breve viaggio in Olanda decise di fare ritorno alla sua città natale, Lipsia, dove lavorò per un certo periodo di tempo come avvocato penalista ed insegnante privato. Nel 1687 pubblicò il suo Lehrbuch des Naturrechtes (da notare il fatto che pubblicò l'opera in lingua tedesca e non in latino) e dal 1688 al 1689 curò pubblicazioni mensili, raccolte nei Monatsgespräche. Precursore dell'illuminismo tedesco, avendo attaccato tutte le autorità religiose, nel 1690 fu costretto a lasciare Lipsia e a fuggire a Berlino dove l'elettore del Brandeburgo gli offrì rifugio ad Halle. Qui aiutò l'elettore Federico III, futuro re in Prussia con il nome di Federico I, a fondare l'Università di Halle nel 1694. Negli ultimi anni insegnò all'università - divenendo anche rettore ad Halle - e si dedicò alla scrittura; nel 1708 pubblicò Selecta Feudalia e nel novembre del 1710 De crimine magiae. 
Morì ad Halle il 23 settembre 1728, all'età di 73 anni.

## Pensiero
Thomasius prosegue il percorso iniziato da Samuel Pufendorf precisando la distinzione tra diritto e teologia morale: l'uomo ricerca la felicità, la cui condizione è la pace. 
La pace è interna, quella dell'uomo con se stesso, ed esterna, dell'uomo con i suoi simili (qualcosa di già esistente che basta non turbare). Thomasius usa i termini honestum, decorum e justum: l'honestum comprende le azioni buone, è oggetto della scienza morale ed ha per principio fondamentale la regola secondo cui ciascuno deve essere internamente come vorrebbe che fossero gli altri; queste azioni procurano la pace interna.
Il decorum comprende le azioni medie, cioè indifferenti rispetto alla pace interna ed esterna, le quali suscitano l'altrui benevolenza, ed ha come principio fondamentale la regola secondo cui ciascuno deve fare agli altri ciò che vorrebbe gli altri facessero a lui; infine il justum comprende le azioni che si oppongono alle azioni cattive ed ingiuste, è oggetto della giurisprudenza ed ha come principio fondamentale la regola secondo cui ciascuno deve evitare di fare agli altri ciò che non desidera gli altri facciano a lui. Queste azioni procurano la pace esterna. Su questa base Thomasius distingue tre tipi di regole, che si dispongono in due scale gerarchiche di valore, a seconda che si mettano in relazione del bene che esse procurano o del male che tendono ad evitare. Sotto il primo profilo abbiamo l'honestum, il decorum ed il justum, ma sotto il secondo profilo la gerarchia si capovolge. Thomasius pensa dunque che lo scopo della creazione di una disciplina giuridica è solo di preservare la pace esterna e che il sovrano, come autore di norme giuridiche, dovrebbe disinteressarsi dei comportamenti interni e di quelli esterni di rilevanza solo sociale.
Per quanto riguarda la dottrina penalistica Thomasius distingue tra pena divina e pena umana, indicando come essenziale di quest'ultima l'obiettivo di un bene futuro. Egli prospetta poi un'ulteriore divisione nell'ambito della pena umana, sulla base del bene perseguito, tra le pene proprie dello stato di natura e le pene proprie dello stato civile: la pena propria dello stato di natura è la vendetta, la pena propria dello stato civile è un male inflitto dal superiore al fine del miglioramento generale dei cittadini. La pena si qualifica come pena medicinale ed il sovrano come medico sociale. Nella propria sfera il sovrano può tutto: chi turba la pace esterna deve essere punito tramite la pena umana. La pena deve essere meritata e quindi mai inflitta ad un innocente: la punibilità dell'innocente era stata a lungo uno dei capisaldi della dottrina canonistica.
Dopo un periodo di avvicinamento al pensiero di August Hermann Francke e a quello dei pietisti, torna al pieno Illuminismo combattendo ogni forma di teologia mistica. Nell'ultimo periodo scrive testi contro la tortura, la credenza nelle streghe e nell'apparizione fisica del demonio. La leggenda di Faust diviene perciò una superstizione a cui l'uomo ragionevole non può credere. Thomasius è il redattore della prima rivista mensile in lingua tedesca, Monatsgespräche; come aveva insegnato Martin Lutero, anche per Thomasius il buon cristiano è un buon cittadino che compie altruisticamente il suo dovere, rinunciando agli interessi personali ed al piacere.

## Opere
- Lehrbuch des Naturrechtes (1687)
- Von der Nachahmung der Franzosen (1687)
- Institutiones iurisprudentiae divinae (1688)
- Monatsgespräche (1688–1690)
- Einleitung zu der Vernunfft-Lehre (1691)
- Einleitung in die Sittenlehre (1692)
- Versuch vom Wesen des Geistes (1699)
- Summarischer Entwurf der Grundregeln, die einem studioso juris zu wissen nöthig (1699)
- De crimine magiae (1701)
- Fundamenta iuris naturae et gentium (1705)
- Selecta Feudalia (1708)
- Vom Recht des Schlafens und Träumens (1710)
- Ausgewählte Werke (Opere scelte in 24 volumi), a cura di Werner Schneiders, Hildesheim, Georg Olms, 1993-2011, (Ristampa anastatica dell'edizione Halle, Leipzig e Frankfurt 1688-1740).

## Traduzioni italiane
- Christian Thomasius, Introduzione alla dottrina dei costumi, a cura di Raffaele Ciafardone, Pescara, Sigraf, 2005, LV, 392 p. (Con il testo dell'edizione originale del 1692 a fronte)
- Christian Thomasius, I fondamenti del diritto di natura e delle genti, a cura di Gianluca Dioni, Milano, Franco Angeli, 2013.